# Región de Gabú
La región de Gabú es una región administrativa en el este de Guinea-Bisáu. Su capital es la ciudad de Gabú. Limita al norte con Senegal, al este y al sur con la República de Guinea y al oeste con la Región de Bafatá y también con la Región de Tombali. Junto con la región de Bafatá forma la provincia de Leste (este).

## Territorio y Población
La extensión de territorio de esta región abarca una superficie de 9.150 kilómetros cuadrados, mientras que la población se compone de unos 178.318 residentes (cifras del censo del año 2004). La densidad poblacional es de 19,5 habitantes por kilómetro cuadrado.

## Sectores
La región de Gabú está dividida en cinco sectores:
- Boe
- Gabú
- Piche
- Pirada
- Soncao

- Datos: Q872212
- Multimedia: Gabú Region / Q872212